# Museu Arqueológico Antonini
O Museu Arqueológico Antonini situa-se na cidade peruana de Nazca, na Avenida de la Cultura, número 600. Possui grande parte dos achados da missão italiana denominada Proyecto Nasca 1982-2011. Todo o material exposto pertence a um contexto arqueológico bem documentado e explicado aos visitantes. O Museu Arqueológico Antonini, administrado pelo Centro Italiano Studi e Ricerche Archeologiche Precolombiane (CISRAP), a cargo do arqueólogo italiano Giuseppe Orefici, conserva e estuda o patrímonio arqueológico da área de Nasca, procedente dos trabalhos de investigação arqueológica que vem se realizando pelo "Proyecto Nasca" no centro cerimonial de Cahuachi e em outros importantes sítios arqueológicos do Vale do Río Nazca, desde 1982.